# ジョン・ハーパー
ジョナサン・ダニエル（ジョン）・ハーパー（Jonathan Daniel "Jon" Harper、1978年2月15日 - ）は、イギリスのセッション・ドラマー。元ザ・クーパー・テンプル・クロースのドラマー。バンド解散後の空白期間中、カンセイ・ジ・セール・セクシーにドラマーとして参加している。
影響を受けた主なアーティストに、レッド・ツェッペリン、ニール・ヤング、ソニック・ユース、プライマル・スクリーム、スクエアプッシャーなどを挙げている。